# AR performers
AR performers(에이알 퍼포머즈)는 유크스가 참여하는 아이돌 아티스트 프로젝트. 또 소속 아티스트의 총칭. 통칭 ARP(에이알피). 프로듀서는 우치다 아카리. AR과는 증강현실 또는 음악 사무소 「Artists Republic」을 가리킨다.
만날 수 있는 AR 댄스보컬 그룹 「ARP」는 AR 아티스트이면서도 최첨단 기술을 구사해 궁극적인 존재감과 현장감을 실현한 「만나서 이야기할 수 있어!」 즉 보는 것 뿐만 아니라, 그들에게서도 보여지고 듣는다는, 완전생 라이브를 실시하고 있는 차세대 아티스트다.